# FK Radnički Niš
FK Radnički Niš (Servisch: Фк Раднички Ниш) is een Servische voetbalclub uit Niš.
De club werd in 1923 opgericht. In 1946 speelde de club als 14 Oktobar Niš in de hoogste klasse maar degradeerde meteen. Dan duurde het tot 1962 alvorens de club terugkeerde naar de hoogste klasse van Joegoslavië, nu als Radnick Nis. Tot 1985 speelde de club onafgebroken in de hoogste klasse. In 1982 werd de halve finale van de UEFA Cup gehaald, waarin verloren werd van Hamburger SV. Na de degradatie keerde de club na 1 seizoen terug en speelde in de hoogste klasse tot het einde van Joegoslavië.
In de nieuwe competitie vanaf 1992 speelde de club ook nog, maar moest na enkele seizoenen de rol lossen. De laatste keer dat de club in de hoogste klasse speelde was 2012.
Enkele bekende spelers: Petar Mićić, Pavle Mićić, Miodrag Knežević, Dragan Holcer, Dragan Stojković, Dejan Stefanovic, Dejan Petković, Zoran Milenković, Miodrag Janković, Jovan Anđelković, Dragan Pantelić, Dušan Mitošević, Dragiša Binić en Milovan Obradović.

## In Europa
FK Radnički Niš speelt sinds 1980 in diverse Europese competities. Hieronder staan de competities en in welke seizoenen de club deelnam:
- Europa League (2x)

2018/19, 2019/20
- Conference League (2x)

2022/23, 2024/25
- UEFA Cup (3x)

1980/81, 1981/82, 1983/84
- Mitropacup (1x)

1990

## Bekende (ex-)spelers
- Aleksandar Ilić